# チェルヴェンカ - プロスチェヨフ線
チェルヴェンカ - プロスチェヨフ線（チェコ語;Železniční trať Červenka–Prostějov）は、チェコ国鉄の鉄道線の名称である。路線番号は307。

## 歴史
最初に開業したのはセニツェ～チェレホヴィツェ間で、1883年にオーストリア地方鉄道によりが開業した。その後、1889年にモラヴァ西部鉄道によりコステレツ～チェレホヴィツェ間が開業し、プロスチェヨフまで繋がった。一方北部は、1886年、オーストリア国鉄によりチェルヴェンカ～リトヴェル間が開業し、その後残りのリトヴェル～セニツェ間が1914年に開業して全線開通した。

### 路線番号の変遷
- 2019年以前：
273　チェルヴェンカ - セニツェ - プロスチェヨフ
274　リトヴェル - ムラデチ
- 2020 - 2024年度：
307　チェルヴェンカ - セニツェ - プロスチェヨフ
308　リトヴェル - ムラデチ
- 2025年以降：
307　チェルヴェンカ - セニツェ、リトヴェル - ムラデチ
309　オロモウツ - セニツェ - プロスチェヨフ

## 運行形態
チェルヴェンカ側が一番本数が多く、1～2時間に1本運行されている。リトヴェル・セニツェを境に本数が漸減し、リトヴェル～セニツェ間は1～2時間間隔（ただし午前中は4時間間隔が空くこともある）、セニツェ～プロスチェヨフ間は2～4時間に1本の運行となる。チェルヴェンカで270号線シュンペルク方面の普通と接続する。
リトヴェル - ムラデチ間についてはリトヴェル - ムラデチ線を参照。

## 駅一覧
以下では、チェコ国鉄308号線の駅と営業キロ、停車列車、接続路線などを一覧表で示す。なお、全て各駅停車である。リトヴェル - ムラデチ間についてはリトヴェル - ムラデチ線を参照。
| 路線名 | 駅名                           | 駅間営業キロ | 累計営業キロ        | 累計営業キロ        | 累計営業キロ        | 接続路線                              | 所在地       | 所在地           |
| ------ | ------------------------------ | ------------ | ------------------- | ------------------- | ------------------- | ------------------------------------- | ------------ | ---------------- |
| 307    | チェルヴェンカ駅               | -            | リトヴェルから -2.5 |                     | コステレツから 30.8 | 270号線                               | オロモウツ州 | オロモウツ郡     |
| 307    | チェルヴェンカ停留所(*1)       | 1.6          | -0.9                |                     | 29.2                |                                       | オロモウツ州 | オロモウツ郡     |
| 307    | リトヴェル駅                   | 0.9          | 0.0                 |                     | 28.3                |                                       | オロモウツ州 | オロモウツ郡     |
| 307    | リトヴェル町駅                 | 1.3          | 1.3                 |                     | 27.0                |                                       | オロモウツ州 | オロモウツ郡     |
| 307    | リトヴェル郊外駅               | 0.8          | 2.1                 |                     | 26.2                | ムラデチ方面                          | オロモウツ州 | オロモウツ郡     |
| 307    | ミスレホヴィツェ駅             | 2.8          | 4.9                 |                     | 23.4                |                                       | オロモウツ州 | オロモウツ郡     |
| 307    | ホリナ駅                       | 2.2          | 7.1                 |                     | 21.2                |                                       | オロモウツ州 | オロモウツ郡     |
| 307    | オドルリツェ駅                 | 1.8          | 8.9                 |                     | 19.4                |                                       | オロモウツ州 | オロモウツ郡     |
| 307    | セニツェ・ナ・ハネー停留所     | 1.7          | 10.6                |                     | 17.7                |                                       | オロモウツ州 | オロモウツ郡     |
| 309    | セニツェ・ナ・ハネー駅         | 1.9          | 12.5                | オロモウツから 18.0 | 15.8                | 309号線（オロモウツ方面）             | オロモウツ州 | オロモウツ郡     |
| 309    | ナームニェスチ・ナ・ハネー駅   | 3.6          | 16.1                | 21.6                | 12.2                |                                       | オロモウツ州 | オロモウツ郡     |
| 309    | ドラハノヴィツェ駅             | 1.9          | 18.0                | 23.5                | 10.3                |                                       | オロモウツ州 | オロモウツ郡     |
| 309    | スラチニツェ駅                 | 2.9          | 20.9                | 26.4                | 7.4                 |                                       | オロモウツ州 | オロモウツ郡     |
| 309    | トルジェブチーン駅             | 2.0          | 22.9                | 28.4                | 5.4                 |                                       | オロモウツ州 | オロモウツ郡     |
| 309    | カプレ駅                       | 2.7          | 25.6                | 31.1                | 2.7                 |                                       | オロモウツ州 | プロスチェヨフ郡 |
| 309    | チェレホヴィツェ・ナ・ハネー駅 | 2.7          | 28.3                | 33.8                | 0.0                 |                                       | オロモウツ州 | プロスチェヨフ郡 |
| 309    | コステレツ・ナ・ハネー駅       | 3.0          | 31.3                | 36.8                | 3.0                 | 306号線（ヅベル方面）                 | オロモウツ州 | プロスチェヨフ郡 |
| 306    | プロスチェヨフ地方駅           | 4.7          | 36.0                | 41.5                | 7.7                 |                                       | オロモウツ州 | プロスチェヨフ郡 |
| 306    | プロスチェヨフ本駅             | 2.0          | 38.0                | 43.5                | 9.7                 | 301号線（オロモウツ方面、ブルノ方面） | オロモウツ州 | プロスチェヨフ郡 |

(*1): 2016年12月開業。